# Dendroprionomys rousseloti
Dendroprionomys rousseloti (Petter, 1966) è un roditore della famiglia dei Nesomiidi, unica specie del genere Dendroprionomys (Petter, 1966), endemico del Congo.

## Descrizione

### Dimensioni
Roditore di piccole dimensioni, con la lunghezza della testa e del corpo di 77 mm e la lunghezza della coda di 108 mm.

### Caratteristiche craniche e dentarie
Il cranio presenta un rostro sottile, una regione nasale allungata, una scatola cranica globulare, i bordi della zona inter-orbitale a mezzaluna e i fori palatali corti che terminano ben prima dei primi molari superiori Gli incisivi superiori sono ortodonti o leggermente opistodonti e sono attraversati da un solco longitudinale, i molari hanno cuspidi elevate.
Sono caratterizzati dalla seguente formula dentaria:

### Aspetto
La pelliccia è corta, molto densa e soffice, insolitamente simile a quella delle talpe. Le parti superiori sono marroni scure, i fianchi sono fulvi, una macchia nerastra è presente sotto ogni occhio, mentre le parti ventrali sono bianche, con la base dei peli grigia. Le labbra, il mento e la gola sono bianchi. Le orecchie sono ben sviluppate, grigie e cosparse di piccoli peli. Le vibrisse sono lunghe. Le zampe sono corte e bianche, quelle anteriori hanno 4 dita, i piedi hanno 5 dita con il quinto dito opponibile. La coda è più lunga della testa e del corpo, marrone, finemente ricoperta di scaglie e di piccole setole nerastre ed è prensile.

## Biologia

### Comportamento
È una specie arboricola.

### Alimentazione
Si nutre probabilmente di insetti.

## Distribuzione e habitat
Questa specie è conosciuta soltanto da otto esemplari catturati tra il 1948 e il 1966 presso il giardino zoologico di Brazzaville, nel Congo.
Gli unici individui noti alla scienza sono stati catturati in un bosco di bambù a circa 300 metri di altitudine.

## Conservazione
La IUCN Red List, considerato che questa specie è conosciuta soltanto da pochi individui catturati in una sola località e non ci sono informazioni circa il suo effettivo areale, lo stato della popolazione e i requisiti ecologici, classifica D.rousseloti come specie con dati insufficienti (DD).